# Andor Szende
Andor Szende foi um patinador artístico húngaro. Szende conquistou três medalhas de bronze em campeonatos mundiais, e foi vice-campeão europeu em 1913.

## Principais resultados
| Resultados                                            | Resultados        | Resultados      | Resultados        | Resultados        | Resultados      | Resultados    | Resultados      |
| Internacional                                         | Internacional     | Internacional   | Internacional     | Internacional     | Internacional   | Internacional | Internacional   |
| Evento                                                | 1909– 1910        | 1910– 1911      | 1911– 1912        | 1912– 1913        | 1913– 1914      |               | 1921– 1922      |
| ----------------------------------------------------- | ----------------- | --------------- | ----------------- | ----------------- | --------------- | ------------- | --------------- |
| Campeonato Mundial                                    | Medalha de bronze | 4.º             | Medalha de bronze | Medalha de bronze | 5.º             |               |                 |
| Campeonato Europeu                                    |                   | 5.º             |                   | Medalha de prata  |                 |               |                 |
| Nacional                                              |                   |                 |                   |                   |                 |               |                 |
| Campeonato Húngaro                                    |                   | Medalha de ouro | Medalha de ouro   |                   | Medalha de ouro |               | Medalha de ouro |
|                                                       |                   |                 |                   |                   |                 |               |                 |
| Legenda: Competição não foi disputada nesta temporada |                   |                 |                   |                   |                 |               |                 |